# 西古川車站
西古川車站 （日语：／ Nishi-furukawa eki */?）是一由東日本旅客鐵道（JR東日本）所經營的鐵路車站，位於日本宮城縣大崎市古川新崛字旭町，是JR東日本陸羽東線沿線的一個無人車站。西古川車站位於JR東日本仙台支社的管轄範圍內，由隔鄰的古川車站負責管理。
由於在過去西古川車站是距離中新田町（今加美郡加美町的中央地區）最近的車站，雖然車站實際上不在該行政區內，但在1913年本站初設時，是先使用了中新田的站名，並直到1957年後才改為今日的西古川。

## 車站結構
西古川車站內設有一座島式月台兩條乘車線，月台上設有木造的候車室。車站站房與月台間，設有一跨線天橋作為聯絡動線。
在1929年（昭和4年）至1960年（昭和35年）之間，輕便軌道系統「仙台鐵道」曾以本站作為與陸羽東線之間的銜接車站。

### 月台配置
| 月台 | 路線      | 方向 | 目的地           |
| ---- | --------- | ---- | ---------------- |
| 1    | ■陸羽東線 | 下行 | 鳴子溫泉、新方向 |
| 2    | ■陸羽東線 | 上行 | 古川、小牛田方向 |

## 相鄰車站
東日本旅客鐵道
■陸羽東線
塚目－西古川－東大崎